# Ashurbanipal
Ashurbanipal (tiếng Akkad: Aššur-bāni-apli, "Ashur is creator of an heir"; 685 TCN – kh. 627 TCN), còn gọi là Assurbanipal hay Ashshurbanipal, con của Esarhaddon và là ông vua giỏi cuối cùng của Đế quốc Tân Assyria (668 TCN – khoảng 627 TCN). Ông thành lập thư viện đầu tiên được tổ chức có hệ thống đầu tiên ở Trung Đông cổ, Thư viện Ashurbanipal, một phần của thư viện nay hãy con ở Nineveh.
Trong Kinh Thánh, ông có tên là Asenappar (Bản mẫu:Bible verse). Nhà sử học La Mã Justinus coi ông như Sardanapalus.

## Đầu đời

Ashurbanipal đi săn, hình khắc trong một cung điện tại Nineveh.

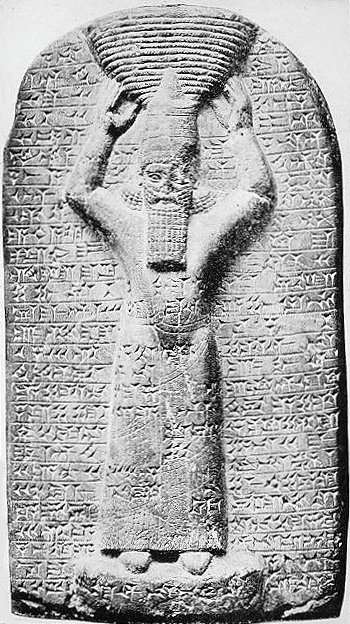
Ashurbanipal là Thầy tế tối cao.

Ashurbanipal ra đời khi thế lực Assyria 500 năm đã gần cáo chung.
Thân phụ ông, Esarhaddon, vốn chỉ là con út của Sennacherib, nhưng sau khi thái tử Ashur-nadin-shumi bị hạ bệ bởi cuộc bạo loạn của những kẻ thù làm chư hầu Babylon của Ashur, Esarhaddon trở thành thái tử. Esarhaddon không phải là con hoàng hậu của Sennacherib, Tashmetum-sharrat, nhưng là con của một "cô gái trong cung" người Semitic ở phía Tây là Zakutu, được biết với tên bản xứ của cô là Naqi'a. Sử sách chỉ ghi nhận về một người vợ của Esarhaddon là Ashur-hamat, mất năm 672 TCN.
Ashurbanipal lớn lên trong một cung điện nhỏ gọi là reduti bit (căn nhà kế), được xây dựng bởi người ông nội là Sennacherib khi còn là thái tử ở phía bắc của Nineveh. Năm 694 Tcn, Sennacherib đã hoàn thành cung điện "Palace Without Rival" ở phía góc phía tây nam của vệ thành.